# Heinrich Hagemann

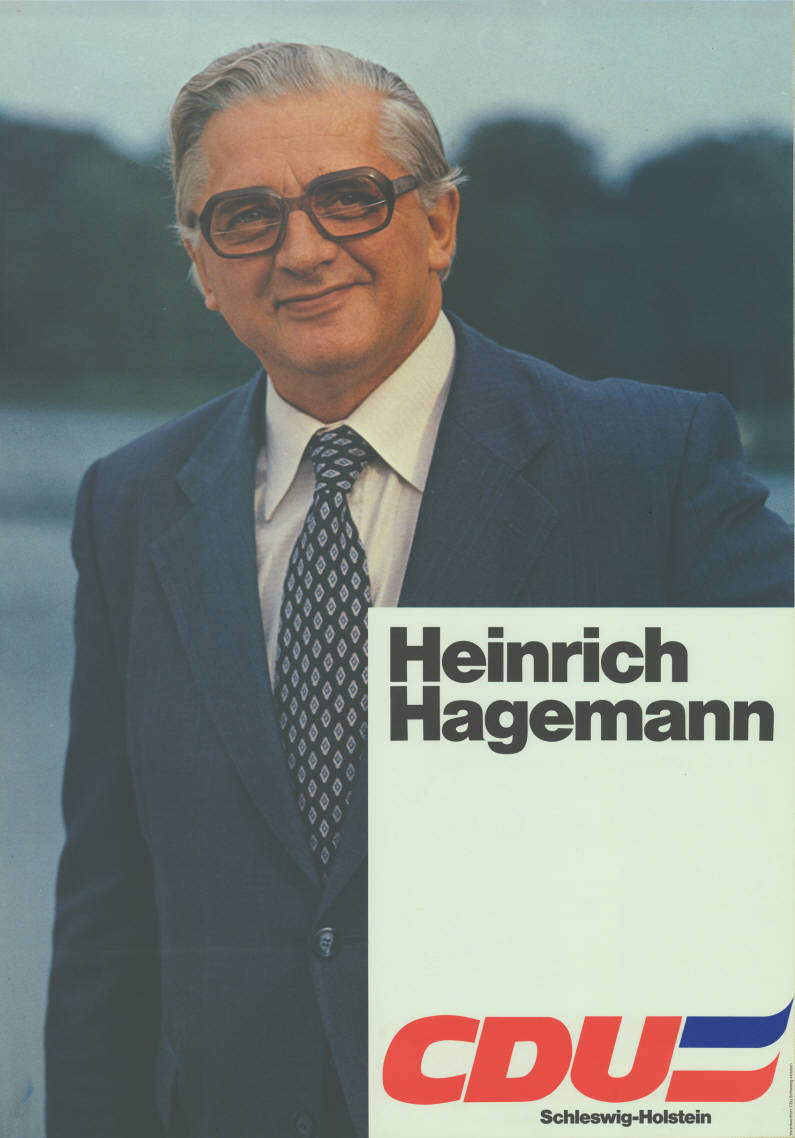
Kandidatenplakat zur Landtagswahl in Schleswig-Holstein 1979

Heinrich Hagemann (* 22. Juli 1921 in Hollenbek, Kreis Herzogtum Lauenburg; † 1. Oktober 2006) war ein deutscher Politiker (CDU). Er war von 1975 bis 1987 Mitglied des Landtags von Schleswig-Holstein.

## Leben und Beruf
Heinrich Hagemann schloss 1937 die Schule mit der Obersekundareife ab. Anschließend absolvierte er eine Facharbeiterlehre als Metallflugzeugbauer, die er 1940 mit der Facharbeiterprüfung abschloss. 1943 legte er sein Examen als Ingenieur für Luftfahrttechnik ab und war dann von 1943 bis 1944 als Betriebsingenieur bei den Norddeutschen Dornierwerken Wismar tätig. Ab 1944 musste er Kriegsdienst leisten und geriet in Kriegsgefangenschaft, aus der er 1946 entlassen wurde. Von 1947 bis 1967 war er als selbstständiger Betonwarenhersteller tätig, daneben war er ab 1949 als Posthalter der Deutschen Bundespost beschäftigt. 1962 übernahm Hagemann die Gastwirtschaft seines Vaters.
Er war verheiratet und Vater von drei Kindern.

## Politik
Hagemann trat 1955 in die CDU ein. Er wurde 1962 Mitglied des Landesvorstands der Kommunalpolitischen Vereinigung in der CDU und war zwischen 1968 und 1981 stellvertretender CDU-Kreisverbandsvorsitzender.
1955 wurde Hagemann in Hollenbek zum Gemeindevertreter und stellvertretenden Bürgermeister gewählt, von 1959 bis 1976 war er Bürgermeister der Gemeinde. Ab 1968 bis 1975 war er Amtsvorsteher des Amtes Sterley (Gudow-Sterley). Kreistagsabgeordneter des Kreises Herzogtum Lauenburg war er von 1963 bis 1982, zwischen 1966 und 1974 war er dort Mitglied des Kreisausschusses und von 1974 bis 1982 Kreispräsident.
Bei den schleswig-holsteinischen Landtagswahlen in den Jahren 1975, 1979 und 1983 wurde er jeweils im Wahlkreis 41 (Lauenburg-Ost) als Direktkandidat der CDU in den Kieler Landtag gewählt. Hagemann war Abgeordneter vom 26. Mai 1975 bis zum 2. Oktober 1987. Während seiner Zeit im Landtag war er vor allem im Innen- und Rechtsausschuss sowie im Eingabenausschuss tätig.
Ihm wurde 1981 das Bundesverdienstkreuz am Bande und 1985 das Bundesverdienstkreuz 1. Klasse verliehen. In Anerkennung seiner Verdienste erhielt Hagemann ferner die Freiherr-vom-Stein-Medaille des Landes Schleswig-Holstein. Bei der Gedenkminute im Landtag anlässlich seines Todes im Jahr 2006 würdigte Landtagspräsident Martin Kayenburg insbesondere die Bodenständigkeit Hagemanns, mit der er „stets nahe bei den Menschen“ war.